# Каллистрат Византийский
Каллистра́т (ум. 27 сентября 304, Византий) — христианский святой.
Согласно Димитрию Ростовскому, Каллистрат родился в Карфагене, в христианской семье. Когда он был в армии, сослуживцы донесли о его вероисповедании командиру. Каллистрат отказался принести жертву богам, за что был подвергнут пыткам и брошен в море. Согласно житию, святого спасли дельфины, после чего сорок девять солдат обратились в христианство. Вместе с Каллистратом они были арестованы и казнены, но совершившиеся при этом чудеса (разрушение оков, землетрясение) побудили и других солдат отказаться от язычества.
В Средние века мощи Каллистрата хранились в Константинополе как чудотворные. Его житие было написано Симеоном Метафрастом.